# Symbolique du bois au Moyen Âge
Jusqu'au XIIIe siècle le bois et ses dérivés furent les denrées principales de l'économie et de l'industrie européenne. Il fut aussi porteur d'une symbolique très riche. Ces deux constatations s'imbriquent l'une l'autre sans que l'on puisse clairement démêler la cause de la conséquence.

## Le bois dans l'économie médiévale

### Une denrée indispensable et irremplaçable
Tout d'abord, le bois est le matériau le plus utilisé  dans presque tous les pans de l'activité humaine. On s'en sert pour le chauffage, ou la construction d'habitations et d'ouvrages d'art (bois de fuste), la fabrication d'outils et d'armes et aussi sous forme de charbon pour la métallurgie (fonderie et forge) et la verrerie. Il s'impose vite comme étant l'élément moteur de toute l'économie. Certains auteurs qualifient même l'Europe médiévale de civilisation du bois. Cette utilisation intensive entraîne rapidement une surexploitation des ressources, notamment après l'explosion démographique du XIIe siècle, ce qui pousse dès le XIIIe siècle les administrations locales à limiter son emploi (obligation de construire en pierre dans certaines villes, par exemple) et tend à rationaliser l'exploitation des forêts. En France, la proportion du territoire couvert de forêts atteint son minimum historique au tournant du XIIIe siècle. Cette pénurie relative s'explique aussi par l'intense commerce dont le bois fait l'objet dès l'an mil, l'Europe du Nord exportant massivement sa ressource vers l'Europe méridionale et les pays de l'Islam, d'autant plus dépourvue qu'un réchauffement climatique sévit à l'époque.
L'importance du bois est aussi attestée par le lexique : en latin médiéval le mot materia désigne avant tout le bois de construction, et par extension, tous les autres matériaux. Le bois est la matière par excellence.

### Déclin
À partir du milieu du XIIe siècle, l'industrie et le commerce du textile dégagent des profits de plus en plus grands et ce à une échelle européenne puis mondiale. Il finira par supplanter le bois au XIIIe siècle, devenant l'objet de toutes les passions et étant à l'origine des plus grandes fortunes européennes (cf. Jacques Cœur). Là aussi, le lexique atteste cette nouvelle hégémonie, le terme  étoffe désignant en moyen français le textile, et par extension tous les matériaux. Ce sens du mot « étoffe » se retrouve de nos jours dans l'expression « avoir l'étoffe de... » qui signifie « être fait du même bois que... », et la boucle est bouclée.

## Le bois dans l'imaginaire médiéval
Cette quasi-hégémonie du bois sur le commerce et l'industrie s'accompagne comme souvent au Moyen Âge d'une intense charge symbolique.

### Le premier des matériaux
Le bois est, à plusieurs titres le matériau qui domine tous les autres. C'est d'abord une matière vivante ce qui lui confère d'emblée une image beaucoup plus positive que celle du métal et de la pierre. Le métal, et notamment l'acier sont très mal vus car sa production n'est qu'une suite d'actions négatives (utilisation du feu, transformations chimiques et mécaniques assimilées à de la magie démoniaque, utilisation massive du bois). Le bois est aussi préféré aux autres matériaux vivants (peau, ivoire, corne, os...) car il est d'origine végétale et par conséquent réputé chaste.
Cette supériorité est attestée par nombre de traditions et mythes populaires. Michel Pastoureau cite dans son ouvrage Une histoire symbolique du Moyen Âge occidental l'exemple d'une statue en bois changée en pierre pour n'avoir pas exaucé les prières des fidèles. Elle a en quelque sorte été rétrogradé du statut de vivant à celui d'inerte.
Un autre indice de la prédominance du bois sur le plan symbolique est l'évolution du métier de saint Joseph. Dans les textes primitifs des évangiles rédigés en hébreu puis traduit en grec, il est qualifié du terme général d'« ouvrier » ou « artisan », sans précision quant à son métier (tekòn en grec). Ce choix de profession est symbolique et insiste sur la basse extraction du Christ, d'autant plus que dans ces deux cultures (hébraïque et grecque) les travailleurs manuels sont très dévalorisés. Les premières traductions latines du début du Moyen Âge précisent le métier de charpentier. On peut aussi noter que lorsque le textile remplacera le  bois comme matière par excellence, de nouvelles traditions apparaîtront et indiqueront que Jésus fut dans son enfance apprenti teinturier sur le lac de Tibériade. C'est même à cette occasion qu'il aurait fait son premier miracle après une erreur (ou une facétie) et sur l'insistance de sa mère.